# Monthyon

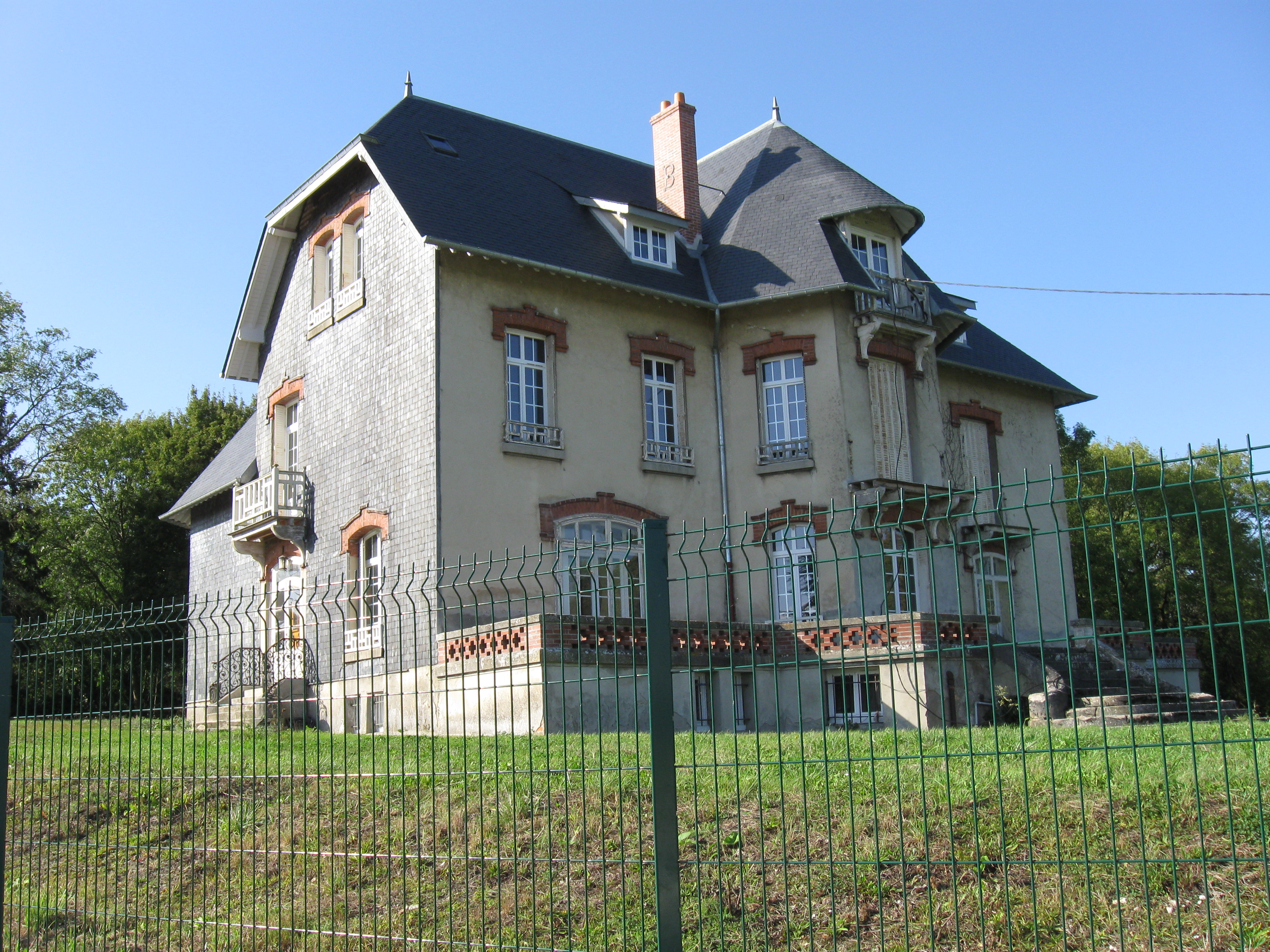
Villa

Monthyon is een gemeente in het Franse departement Seine-et-Marne (regio Île-de-France) en telt 1337 inwoners (1999). De plaats maakt deel uit van het arrondissement Meaux.

## Geografie
De oppervlakte van Monthyon bedraagt 12,1 km², de bevolkingsdichtheid is 110,5 inwoners per km².
De onderstaande kaart toont de ligging van Monthyon met de belangrijkste infrastructuur en aangrenzende gemeenten.

## Demografie
Onderstaande figuur toont het verloop van het inwonertal (bron: INSEE-tellingen).